# Gavino Sanna
Gavino Sanna (Porto Torres, 1940) è un pubblicitario, scrittore e critico d'arte italiano.

## Biografia
Dopo gli studi all'Istituto statale d'arte Filippo Figari a Sassari ed in seguito a New York, dove studia anche presso Andy Warhol, negli anni settanta comincia a lavorare nel campo pubblicitario americano, e torna in Italia alla fine del decennio, realizzando alcune tra le prime pubblicità televisive dopo la chiusura del pluridecennale spazio televisivo del Carosello.
Nel 2006 lascia l'attività di pubblicitario per dedicarsi alla sua azienda vinicola  Mesa.

## Campagne pubblicitarie
Tra le campagne pubblicitarie  da lui realizzate si possono citare quelle per: Pasta Barilla, Mulino Bianco, Pasta De Cecco, Tuborg, Giovanni Rana, Fiat, Simmenthal, Ariston, campagna elettorale del 2004 per Renato Soru, campagna elettorale del 2009 per Ugo Cappellacci, avversario di Renato Soru.

## Premi
- 7 Clio Awards
- 7 Leoni di Cannes
- 1 Telegatto per la pubblicità Barilla (1986)

## Opere
- Le uova di Woody Allen , Bompiani, 1988
- Professione creativo, Aldo Biasi e Gavino Sanna, Bridge, 1991
- Se si taglia i capelli ci daremo del tu, Mursia, 1998
- L'inganno di un sorriso, Carlo Delfino Editore, 2003
- Gavino sono. La vera storia dei martiri turritani, Carlo Delfino Editore, 2009